# Lhoist
Lhoist S.A. is een Belgische multinationale familieonderneming die in 25 landen, wereldwijd, actief is in mijnbouw, meer bepaald het winnen en verwerken van kalkproducten en mineralen.

## Geschiedenis
Lhoist werd in 1889 opgericht door Hippolyte Dumont met de opening van een fabriek in het Waalse Ampsin. Al snel voegde hij daar de kalkgroeve in Hermalle-sous-Huy aan toe waar hij tussen 1901 en 1912 negen kalkovens bij bouwde. Nadat in 1924 Dumonts schoonzoon, Léon Lhoist, een rol binnen het bedrijf kreeg groeide de onderneming snel door de aankoop van kalk- en dolomietfabrieken in België en vanaf 1926 ook in Frankrijk. Vanaf de jaren 80 ging het zich ook wereldwijd oriënteren en zag de omzet in de 35 opvolgende jaren verviervoudigen. Het verkreeg door aankoop vestigingen in de Verenigde Staten: als eerste een belang in Chemical Lime in Texas in 1981 gevolgd door overnames van Genstar (1986) en Allied Lime (1989). Na de val van het IJzeren Gordijn verwierf Lhoist in 1992 de mijnen rond Beroun ten zuidwesten van Praag in Tsjechië. Ook in Nederland kreeg Lhoist belangen door een belang in Groningse bedrijf Nedmag in Veendam te verwerven in 1994.
Nadat het bedrijf eind jaren 90 ook belangen in kalkmijnen in Scandinavië (1996), Polen (1996) en Duitsland (1999) verkreeg groeide het bedrijf ook na de eeuw wisseling hard met overnames en joint ventures in het Verenigd Koninkrijk (2000), Frankrijk/Spanje/Portugal (2001), Polen (2002), Brazilië (2004), Verenigde Staten (2006), Maleisië (2008) en in Rusland en Oman (2010).

## Activiteiten
Lhoist is wereldwijd actief in 25 landen en bezit 90 productiefaciliteiten.

### Activiteiten in Europa
De meeste activiteiten van Lhoist spelen zich af in Europa (58.7%) waar zij ook de meeste van haar productie- en winningslocaties gevestigd heeft.

#### Benelux
Naast het hoofdkantoor in het Belgische Limelette bezit Lhoist momenteel vijf productie locaties in de Benelux. Vier van deze productie locaties betreffen mijnen in de Belgische Ardennen. In dit gebied wordt kalk gewonnen in Marche-les-Dames, Jemelle/Rochefort, Merlemont en Hermalle-sous-Huy. Op die laatste locatie wordt naast kalk ook dolomiet gewonnen. De activiteiten in Rochefort betreffen de kalkgroeve La Boverie, waarvan de geplande uitdieping in de jaren 2010 een conflict veroorzaakte met de Abdij Notre-Dame de Saint-Rémy, vanwege mogelijke verstoring van de waterbron van de brouwerij. Vrijwel alle in de Ardennen gewonnen kalk wordt gebruikt door West-Europese hoogovens in Duisburg (ThyssenKrupp), Gent (Arcelor-Mittal) en Beverwijk (Tata Steel). Naast de activiteiten in België is Lhoist samen met de NOM ook gedeeld eigenaar van Nedmag, een in Veendam gevestigd bedrijf dat industriële producten uit zout maakt.

#### Duitsland
Na de aankoop van Rheinische Kalksteinwerke Wülfrath (RKW) in 1999 besloot Lhoist deze onderneming samen te voegen met haar in 1994 opgerichte joint-venture Rheinisch-Westfälischen Kalkwerke (RWK) tot Rheinkalk GmbH in datzelfde jaar. Door de fusie kreeg Lhoist beschikking over de grootste kalkmijn van Europa, Flandersbach. Daarnaast bezat het nieuwe bedrijf kalk- en dolomietmijnen in Hagen-Halden, Brilon, Lennestadt, Lengerich (gesloten 2010) en Menden in Noordrijn-Westfalen, Hamelen-Pyrmont en Herzberg am Harz in Nedersaksen en in Pelm Rijnland-Palts. Naast de omvangrijke activiteiten van Rheinkalk in het westen van Duitsland bezit Lhoist ook terminals in Bremen en Dresden.

#### Frankrijk, Spanje en Portugal
Nadat Lhoist al sinds 1926 mijnen en fabrieken in het noorden van Frankrijk bezat kreeg zij ook in de rest van Frankrijk een stevige positie door de overname van Groupe Balthazard & Cotte in 1997. Dit bedrijf met een zetel in Grenoble was de belangrijkste producent en winner van kalk in het zuidoosten van Frankrijk en bezat daarnaast activiteiten op het Iberisch schiereiland in zowel Spanje als Portugal. In tegenstelling tot andere onderneming die Lhoist verwierf is Groupe Balthazard & Cotte nog steeds een zelfstandig onderdeel binnen het bedrijf.

#### Verenigd Koninkrijk
In 2001 werden de activiteiten uitgebreid naar het Verenigd Koninkrijk. Hier nam Lhoist het Britse RMC Industrial Minerals Ltd. over. Dit bedrijf was hoofdzakelijk actief in de winning van kalk en mineralen in de omgeving van Buxton in het Peak District.

#### Polen en Tsjechië
Na de val van het IJzeren Gordijn in 1989 kreeg Lhoist de mogelijkheid om mijnen en fabrieken over te nemen en te ontwikkelen in voormalig communistische landen. Dit leidde in 1992 tot de overname van de mijnen rond Beroun in Zuidwest-Tsjechië en tot de aankoop van kalkmijnen in Polen, in 1996 in Bukowa en in 1998 in Opolowap waarmee Lhoist een sterke positie in Oost-Europa heeft.

#### Scandinavië
Ook in Scandinavië verwierf Lhoist in 1996 een sterke positie door de overname van het Deense Faxe Kalk A/S wat kalkmijnen en fabrieken in Denemarken, Zweden en Finland bezat. Dit bedrijf was al ruim 100 jaar actief in het winnen van kalk toen het in 1884 startte met de winning van kalk in gebied rond Faxe. Later werd de kalkwinning uitgebreid met mijnen rond Vejle en Aabenraa en in Zweden en Finland.

#### Rusland
In 2010 verwierf Lhoist met het Russische buizenbedrijf TMK de aanbesteding voor het exploiteren van een mijnengebied in de Oeral.

### Noord-Amerika
Om een sterke positie wereldwijd te krijgen richtte Lhoist zich sinds de jaren 80 op uitbreiding buiten Europa. Dit leidde in 1981 tot een aandeel van een dolomiet bedrijf in Texas, gevolgd door de overname van enkele kalkmijnen in Florida en Californië eind jaren 80. Een hoogtepunt voor Lhoist in Noord-Amerika betrof de bouw van de grootste kalkverwerkingsfabriek in 1995 aan de oevers van de Mississippi bij St. Genvieve (Missouri). Door aankopen, waaronder Franklin Industrial Minerals in 2009, en fusies beschikt Lhoist in 2013 over mijnen, groeve, fabrieken en terminals in 19 Amerikaanse staten. Naast de activiteiten in de Verenigde Staten bezit Lhoist ook een mijn in Texada in British Columbia (Canada). In 2013  behaalde Lhoist 33,3% van haar omzet in Noord-Amerika.

### Zuid-Amerika
In 2004 krijgt Lhoist toegang tot de Zuid-Amerikaanse markt door de aankoop van de omvangrijke kalkmijnen in Minas Gerais van het Braziliaanse concern Votorantim. Met de overname was €450 miljoen gemoeid. Hiermee kreeg Lhoist de mijnen en fabrieken in San José de Lapa, Matozinhos, Arcos en Limeira in handen. Later werden de activiteiten in Zuid-Amerika uitgebreid met een vestiging in Chili.

### Azië
Slechts 0,3% van haar omzet haalt Lhoist uit haar activiteiten in Azië. Deze bestaan uit mijnen in Ipoh, Maleisië en een joint-venture in Oman alwaar men in de toekomst kalk en dolomiet wil winnen.

## Producten en toepassingen
Lhoist richt zich bij de afzet van haar producten op vier verschillende (wereld) markten: industrie, constructie en (wegen)bouw, milieu en landbouw.

### Industrie
Het grootste deel van haar omzet behaalt Lhoist uit haar afzet van industrieproducten (59%). Dit is te verklaren doordat kalk benodigd is bij de verwerking van ijzererts tot staal en ijzer. Ook zijn er diverse toepassingen van kalk en dolomiet in de chemische industrie, vooral bij organische en anorganische stoffen. Ook haalt Lhoist 10% van haar omzet uit toepassingen die worden gebruikt in de papierindustrie, meestal op basis van kalk.

### Constructie en (wegen)bouw
Ruim 14% van haar omzet behaalt Lhoist uit de sector Constructie en (wegen)bouw. Het meest geproduceerde en verkochte product zijn kalkmortels zoals cellenbeton en kalkzandsteen. Dit wordt gebruikt als bindingsmateriaal.

### Milieu
Bij afvalverbranding en andere industriële processen komen veel vervuilende gassen vrij. Door een toepassing van kalk kunnen zure rookgassen hieruit worden gefilterd. Deze rookgasbehandeling heeft Lhoist onderverdeeld in haar dochteronderneming Sorbacal. De milieu-activiteiten zijn goed voor 23% van de omzet van het bedrijf.

### Landbouw
De kleinste sector (4%) voor Lhoist betreft de land- en bosbouw divisie. Deze divisie verkoopt en produceert producten om de zuurgraad in de vruchtbare (land/bos)bouwgrond te corrigeren en om magnesium en calcium toe te voegen aan gewassen waardoor de opbrengst kan worden verhoogd.

## Octrooien
Het Business Innovation Centre van Lhoist in Nijvel heeft ruim 360 octrooien ingeschreven. Enkele bijzondere octrooien zijn:
- Minsorb: een mineraal dat rookgasstoffen uitfiltert
- Neutralac: een middel dat gebruikt wordt in slib- en waterzuiveringsprocessen
- Sorbacal: een middel op kalkbasis dat zuurverontreinigers uit rookprocessen verwijdert